# 直接稅
直接稅（英語：direct tax），即所得稅，是指納稅人根據收入直接向政府交稅，而所交的稅是不能轉嫁給別人。直接稅在政府公共財政收入中相對不穩定，因為稅收隨經濟週期改變。除了直接稅外，亦有間接稅。
以下為直接稅的例子：
- 利得稅：根據交易所得的利益所徵收的稅。
- 薪俸稅：根據累進稅制:收入增加, 稅率也會增加,故較高薪酬的人士將會繳交較高的稅。
- 物業稅：根據土地和房屋租金所繳交的稅。